# Club Atlético Puerto Comercial
El Club Atlético Puerto Comercial es uno de los clubes más importantes de Ingeniero White que comenzaron sus actividades por la práctica del fútbol, fue fundado el 1 de agosto de 1915. Fue uno de los tres equipos bahienses que compitió en la Primera División del Fútbol Argentino. En su breve paso, cosechó 2 victorias y 16 derrotas, con 13 goles a favor y 75 en contra.

## Historia

### Antecedentes
Hacia 1911 en Bahía Blanca ya actuaban en los torneos de la Liga del Sur los equipos de Pacífico, Liniers, Olimpo, Leandro N. Alem, Argentino, Porteños Sud, y otros que pueden ser considerados entidades pioneras del deporte lugareño. Ya hacia 1910 había varios "teams" (así eran denominados por poseer la categoría de club) en el puerto de Ingeniero White. Los principales eran Blanco y Negro, cerca de las colonias ferroviarias; y Libertario, que se hallaba en el Boulevard J. B. Justo. Los deportistas solían reunirse en la peluquería de Bugarini o en la casa de Margoni. De tales reuniones surgió la idea de formar un verdadero club y afiliarlo a la Liga del Sur.
Un muchacho llamado Olimpio Rossini acostumbraba a organizar en su casa reuniones con sus pares de 13 a 14 años. Ellos eran: Italiano Bugarini, Armando Morani, Pepe Pallini, Aristegui, Silvio Berniga, Gino Lella, Emilio Fanessi, Alfredo Del Piero, Oscar Vallejos, Alday, Agustín Margoni y otros. Ellos dieron comienzo al fútbol oficializado en Ingeniero White fundando el viejo Club Comercial, que en realidad no tiene nada que ver con el actual Puerto Comercial, pero que es su auténtico precursor en la tradición y los nombres de quienes le dieron vida.

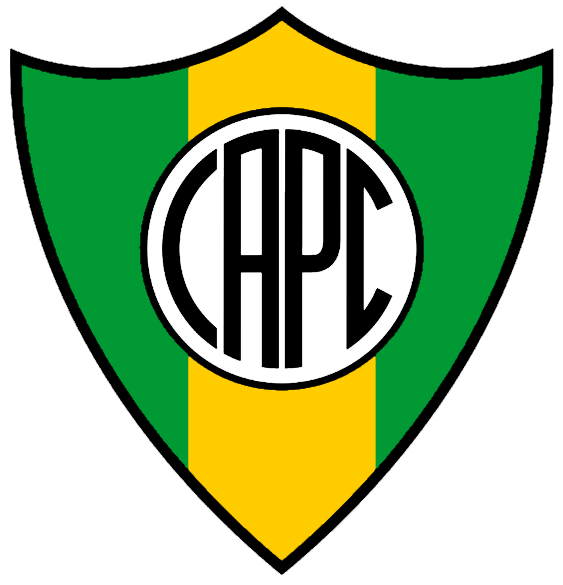
Escudo de Puerto Comercial

En 1913 Comercial debutó en la primera división de la Liga del Sur. En aquella histórica participación empató dos veces con Liniers, venció a Olimpo 2 a 0 y empató con Argentino 2 a 2. Acababan de entrar en la historia del fútbol whitense los jugadores de aquel equipo: Van Del Meulen, Fanesi y Mux; A. Pamín, Alday y R. Bugarini; Walter, Pallini, Vallejos, J. Bugarini y Margoni. La crisis de 1914, la  gran guerra y sus consecuencias provocaron dificultades lógicas que apagaron el entusiasmo inicial, haciendo que al promediar dicho año el club Whitense desapareciera. Pero quedaba la semilla sembrada, y en 1915, se creó el Club Sud Améris transformado poco más tarde en el Club Atlético Puerto Comercial.

### Fundación
Lamentablemente no existen hoy documentos que comprueben cuando nació el club whitense. Aunque no constituya prueba oficial por no haberse hallado actas de aquel entonces, puede tomarse como prueba fehaciente como fecha y circunstancias constitutivas, una nota aparecida en el número especial de "La Nueva Provincia" del 1 de agosto de 1922 a continuación detallada.Aunque como fecha de ignaguracion se le dio el "1 De Agosto De 1915"
ACTA DE FUNDACIÓN DEL CLUB SUD AMÉRICA
En el pueblo de Ingeniero White el primero de agosto de 1915 en presencia de los siguientes señores que serán considerados Fundadores: F. GIRADO, C. IBARGUEN, J. REAL, R VÁZQUEZ, S. CÓNSOLE, Enrique LIBERALI, J. ANDREANELLI, F. LEMUS (h), F. FERNÁNDEZ, B. MAGGIO, E. PENNA, V. GUALA, J. IGLESIAS, I. OTTAVIANI, E. PAOLOROSSI, G. GARCÍA, Y A. FERRI...fundaron el Football Club "Sud Améris"...
El 3 de marzo de 1916 el Club pasó a denominarse CLUB ATLÉTICO PUERTO COMERCIAL. Consta en el Libro Nro 1 la siguiente acta:
...asamblea extraordinaria. En el pueblo de Ing White a los tres días de marzo y en presencia de los señores: C. IBARGUEN,  Manuel TRONCOSO, A. FERRI, C. TEGERINA, S. CÓNSOLE, Enrique LIBERALI, J. REAL, J. ANDREANELLI, A. REDIVO, F. DOMENECH, B. MAGGIO, F. FERNÁNDEZ, V. GUALA, Olimpio ROSSINI, Verniero ROSSINI, A. CITTERIO, O. VALLEJOS, E. FANESI, Y A. ARREGUI, se declaró abierta la sesión de las 9 pm. El señor Presidente Troncoso expresó a la asamblea que habían sido citados a fin de cambiar el nombre de CLUB SUD AMÉRICA por el de CLUB ATLÉTICO PUERTO COMERCIAL. Después de una larga contienda y discusiones, tras haber oposición, se puso a votación secreta dicha moción resultando favorable el cambio de nombre con votación de 15 votos a 0, quedando por unanimidad el nombre Puerto Comercial...

### Primeras presidencias
El primer presidente del Club Sud América fue el señor Fernando Girado, destacado deportista que llegó a ser Presidente de la Liga Del Sur. Al renunciar Girado quedó transitoriamente a cargo del club Don Ciríaco Ibarguen que fue quien convocó la asamblea del 3 de marzo de 1916 (en donde se cambió el nombre del club por el de Puerto Comercial). Luego el señor Ibarguen es electo presidente del Club Comercial, cargo que asumió.
En la primera división de la Liga del Sur Bahía Blanca jugó su primer partido el 23 de mayo de 1916; en dicha temporada debió enfrentar al campeón Liniers. Se jugó en el field portuario el 23 de mayo de 1916 y ganó el equipo whitense por 2-1. Los goles de Comercial fueron marcados por Mux, goleador de la época y en Liniers lo marcó Gayarín. Aquel triunfo fue celebrado en su momento como una victoria de excepción. Poco tiempo después el arquero de Liniers pasó a ser titular de los palos comercialinos donde lució sus buenas dotes de excelente jugador. Los equipos formaron así:
Puerto Comercial (2). ESPERANZA, FANESSI Y BUGARINI; SALSAMENDI, CASARRICA Y BELLAVIGNA; A. MAC KENZIE, J. MAC KENZIE, MUX, ANGELUCCI Y  VALLEJOS.
Liniers (1). HANSEN, ELOSEGUI Y SAMUEL, FERNÁNDEZ, BARREDO Y CABRERA, MOYZE, GAYARÍN Y G. BORDA, J. BORDA e ILZARBE.

### Primer campeonato de comercial 1920 (invicto)
Ya en 1919, Comercial había dado pruebas de su innegable poderío al derrotar al campeón y competente de ese año, el potente Liniers, sindicándose como el nuevo nombre propio que surgía en el fútbol, cosa que quedó demostrada al año siguiente, cuando en 1920 ganó invicto el certamen de 1.ª división.
Tomaron parte del torneo Puerto Comercial, Liniers, Pacífico, Huracán, Olimpo y Dublin. Fue un campeonato parejo, entre el campeón Comercial, que sorprendió a la cátedra, y el que luego sería el tradicional adversario, Liniers, llegándose al final con estas posiciones: Puerto Comercial, 10 partidos y 17 Pts. (invicto); Liniers 15; Pacífico y Huracán 10; Olimpo 5 y Dublin 1.Cabe consignar que Comercial le ganó 3 a 0 a Liniers el 25 de abril, y como ambos continuaron su campaña sin ser derrotados, en realidad aquel encuentro le significó el campeonato, primero de los muchos que luego conquistarían los verdi amarillos. Comercial formaba en 1920 con: Bertinelli; Fanessi y Bellavigna; Guala, Morales y Rossini; Camilucci, Martin, Bugarini, Vallejos y Guala. Actuaron también Rodríguez, Bonini, Alarcón, Alfredo F. Citterio, Coló, Agrioli, Moroni y Arcidiácono. Buen equipo fue el del campeón de 1920, donde se lucieron Bertinelli, gran arquero; Emilio Fanessi y Gianetto Bellavigna constituyeron la primera gran pareja defensiva que dio a Comercial el fútbol. Verniero Rossini formó con Morales o Alarcón y Guala o Rodríguez, una línea media regular y productiva, siendo Rossini el de más uniforme labor según así lo expresan las crónicas de esa época. En la línea ofensiva, Camilucci, Martin, Vallejos, Bugarini y Guala, formaron un quinteto veloz y práctico donde se destacaron los punteros Camilucci y Guala, este último un auténtico crack, miembro de una antigua familia comercialina que se prolonga hasta nuestros días (1965). Italiano Bugarini fue un destacado jugador y un caballero del fútbol. Vallejos se llamó el goleador del conjunto, mientras que Luis Martin empezaba su brillante campaña que culminaría en el año 1933, tras realizar una campaña insuperada en nuestro fútbol, ya que para muchos Martin fue el futbolista más completo que produjo Bahía Blanca. Fue back, half, insider y centro forward de la selección liguista, y puntual de todos los equipos que integró.

### 1923-1930
Comercial comenzó esta era gloriosa en 1923 con su notable victoria sobre Olimpo en el final de ese año. En aquella recordada victoria sobre Olimpo 2 a 1, el 30 de diciembre de 1923, asomaron a la fama dos grandes figuras: Santos y Aguedo Ursino. Ese fue uno de los grandes triunfos comercialitos, obtenido frente a un rival fuerte, que por espacio de 28 años nunca pudo obtener el halago de un campeonato, dejando paso a la nueva fuerza representada por el Club Atlético Puerto Comercial.
En 1924 Comercial ganó brillantemente el campeonato, pese a que en pleno desarrollo del mismo debió sufrir bajas de proporción, pues con motivo de un incidente a raíz del cual fuera agredido un árbitro, fueron castigados varios jugadores comercialinos: Santos Ursino, pedro Guala, Felipe Coló, Diego Gamero y Emilio Joaquín Rossini. Pese a ello, contra la opinión generalizada y recurriendo a viejos cracks, que salvaron brillantemente la situación, Comercial obtuvo finalmente el título, el equipo titular lo formaban: López, Gamero, Sosa, Martin, Coló, Santos Ursino, Camilicci, García, Aguedo Ursino, Agrioli y Rossini. Actuaron en otros encuentros, especialmente después del desmantelamiento del cuadro, Giannetto Bellavigna, Pedro e Italiano Bugarini, Crudelli, Arcidiácono, Cónsole y García
Tras ganar invicto Pacífico el torneo de 1925, Comercial impuso su hegemonía en los años 1926, 1927, 1928, demostrando el poderío de su magnífica representación futbolística. Difícil fue el campeonato de 1926, en el que por muchas fechas marchó al frente Pacífico, pero al final se impuso la calidad de los comercialinos, impulsados por Ursino, Martin, Rossini y Agrioli, junto a otros cracks que componían una gran formación. Ganó Puerto Comercial –invicto- el certamen de 1928, con una superioridad tan grande, que prácticamente no tuvo adversarios en aquel año del centenario de Bahía Blanca, formaba el whitense con Brucita, Celani, Gamero, Padrilla, Santos Ursino, Borghetti, Rossini, Aguedo, Ursino, Agrioli, Rodríguez y Romano.
En 1929 parecía que Comercial llegaría a conquistar el primer cuarto campeonato consecutivo de la liga, pero a raíz de un incidente con Morfes en cancha de Huracán fue suspendido Aguedo Ursino, en fallo injusto que mereció repudio en su hora, afectándose así la potencialidad del cuadro whitense. La pena impuesta a Tino Ursino fue levantada al año siguiente, cuando la liga necesitó su concurso para el seleccionado.
En 1930 Comercial y Pacífico terminaron con igualdad de puntos, debiéndose definirse el torneo en un partido extra que se jugó en Estudiantes, triunfando los verdes por 4 a 1 en tiempo suplementario aun cuando los verdiamarillos actuaron mejor durante los 90 minutos reglamentarios y su línea delantera integrada por Rossini, Ursino, Marcucci, Troncoso y Romano dictó cátedra de fútbol. Integró Comercial aquella tarde al mismo tiempo brillante y aciaga con Lotito, Lamarca, Sosa, Soto, Ursino, Martin, Rossini, Ursino, Marcucci, Troncoso y Romano

### Manuel Troncoso
Manuel Troncoso fue de los que trabajó para que se fundara el Club Sud-América, hasta que el 3 de marzo de 1916, transformado el club en Puerto Comercial, fue designado vicepresidente. Presidió a Comercial desde 1916 hasta 1923, siendo reemplazado en 1924 por Olimpio Rossini, otro comercialino de sólido prestigio, para retomar las riendas de la institución en 1925 y en 1931, función que dejó para asumir la presidencia de la Liga del Sur. Fue también presidente de la Asociación Bahiense de Fútbol en el año 1935, reemplazando al Dr. Fermín Moisá, cuando se produjo la primera escisión del fútbol. Varias veces fue también consejero liguista, dignificando la función, pues siempre antepuso a su pasión por los colores de Comercial, su concepto de imparcialidad y de honradez deportiva.
A propósito de don Manuel Troncoso, dice La Nueva Provincia en agosto de 1922:
En los primeros años de su existencia, la Comisión Directiva del Club Comercial debió luchar a brazo partido con la indisciplina y con el fanatismo deportivo de muchos de sus simpatizantes. Pero la acción tesonera de su comisión y muy especialmente la de su presidente el señor Manuel Troncoso, acabó por vencer los obstáculos, a tal punto que hoy los partidos que allí se juegan se diferencian de muchos de los que se realizan en otras partes. Allí no ocurre nada desagradable.
También dio al club cinco futbolistas, sus hijos: Manuel, Aníbal, Arturo, Alberto y Adolfo. Uno de ellos -Aníbal, “Melón”- fue considerado el más extraordinario jugador de Comercial y de Bahía Blanca.

### Tricampeonato 1935/36/37
Recupera puerto comercial su centro futbolístico y gana Brillantemente el campeonato de primera división en 1935, además de la 2.ª, 3.ª, 4.ª y 5.ª, es decir todos los que hacía disputar la Liga del Sur, desplazando así al viejo campeón Liniers.
Repite Comercial la hazaña del año anterior y triunfa en un torneo que constaba de 3 rondas sucesivas. En la primera ganó Liniers, en la segunda ganó Villa Mitre y en la tercera Puerto Comercial. En los partidos definitorios cae Liniers frente a Villa Mitre y finalmente este ante Comercial. Sin disputa el mejor cuadro del año. En este cuadro debutó Walter Alfredo Baley, rayando a gran altura y componiendo con Lamarca, Biassola una excelente defensa.
1937: Tercera conquista de Comercial consecutiva. Formando Comercial con, Baley, Lamarca, Biassola, Nanes, Cavallaro, Angelozzi, Maccarini o Arturo Troncoso, Lavoppa, Ramírez, Madera, Giangrecco, Pérez, Santos y otros, casi todos los integrantes de la famosa cuarta especial Campeona de 1936. Volvió a destacarse la línea media, y en el ataque hubo tres forasteros que actuaron discretamente: el boquense Locatelli, Esnal y Luqués. En 1937 realizó Aguedo Ursino su última campaña, cerrándose así un ciclo brillante de nuestro popular deporte. Tino Ursino el magnífico insider que paseara su excepcional figura por todo el país desde 1923, escribió en esos 15 años una página de oro casi insuperada en el fútbol bahiense, sobre todo porque su época, la de 1923 a 1930, fue la mejor en la historia del balompié en Bahía Blanca.

### El año 1943
El año 1943 es uno de los más importantes en la historia del club, principalmente porque fue en esta época cuando Comercial inició sus participaciones en certámenes de magnitud regional y nacional.
Comenzó ganando el torneo liguista y obteniendo una plaza para jugar en el Torneo Provincia de Buenos Aires, el cual incluía solo equipos indirectamente afiliados a la AFA que se eliminaban en dos fases a partido único. Tras vencer como visitante a Quilmes de Mar del Plata (2-1) y a Sarmiento en Bahía Blanca (3-0) clasificó a cuartos de final de la primera edición del Copa de la República.
En esa ocasión debió enfrentarse a San Lorenzo de Almagro en cancha de Chacarita Juniors. Aunque el equipo porteño venció en el cotejo por 4-1, Comercial volvió a Bahía Blanca con el mérito de haber sido el primer equipo liguista en disputar un partido contra un club de la Primera División Argentina.

### Clasificación alTorneo Nacional(1974)
Comercial se consagró campeón del torneo oficial de la Liga del Sur en 1973. Venció de local a Pacífico de Cabildo 2 a 1 en la última fecha con goles de J.C. Nani y Arens. Las posiciones terminaron así: Comercial 13 pts, Rosario 12 pts, Sporting y Bella Vista 9 Pts. Olimpo y Tiro Federal 7 Pts. Pacífico Cabildo y Sansinena 6 pts y Villa Mitre 3 pts. En esta campaña de 8 partidos por el torneo oficial, Comercial ganó 6 partidos, empató 1 y perdió 1. Convirtió 17 goles y recibió solamente 7.Luego jugó el cuadrangular para clasificar al Regional. Comercial también ganó el cuadrangular ante al gran equipo de Rosario en la última fecha. Este partido se disputó en la cancha de Olimpo y terminó 1 a 0 con gol de Francisco Nani.
La obtención del cuadrangular significó al club el tercer título en el año, ya que también había ganado el torneo clasificatorio y el oficial. En el rico historial de Comercial, este fue el campeonato número 100, teniendo en cuenta todas las categorías existentes. De esta manera Puerto Comercial obtuvo la posibilidad de participar en el Torneo Regional, clasificatorio al máximo torneo de la Argentina en ese entonces: el Torneo Nacional.
El festejo del pasaporte al Regional se hizo con inmensa algarabía: verdaderas comparsas coparon las calles de Ingeniero White y toda la zona, que no se cansaban de gritar: ...Soy del puerto, soy del puerto, del puerto soy yo... (L.N.P). En este festejo resaltaba la figura de un pescado gigantesco que era el símbolo de dicho carnaval, el cual estaba construido con varas de hierro y forrado con tela verde y amarilla; las medidas aproximadas eran las siguientes: 6 m de largo × 2 m de alto × 2 m de ancho. Haciendo una comparación y aprovechando para revivir una anécdota con respecto al tamaño del pescado, dice uno de los gestores: ...el pescado era tan grande que cuando quisimos pasar corriendo, en la cancha de Olimpo, para no pagar la entrada, se quedó trabado en el portón principal. Entonces lo apretamos un poco y pudimos pasar... Los creadores de esta famosa mascota, fueron varios entre ellos estaban, José Mancin “Semilla” Natalicho, “Boye” Conte, Luis Castillo (con el camión de su trabajo traslado al pescado), Rubén y Omar Santos y “el Negro” Sartor.
Después de todos estos festejos llegó la hora de jugar el Regional, en el que Comercial hace una muy buena campaña. El primer rival para Comercial fue Ramón Santamarina de Tandil, que les ganó el primer partido por el mínimo de un gol, revirtiéndose la suerte por igual diferencia en el encuentro de revancha. Después le sucedieron Atlético Paraná de San Nicolás de los Arroyos y Jorge Newbery de Junín, logrando clasificarse para la disputa del Torneo Nacional. Llegó a la final con Jorge Newbery y lo venció 2 a 1 de visitante, en la cancha de Sarmiento de Junin. Los goles los marcaron Grecco en el 1º tiempo y Dekker en el 2º, descontó Medina a los 45 del 2º tiempo.
Este era el segundo cuadro representativo de la localidad que entraba en un torneo oficial de tan grande magnitud, dado que su archirrival, Huracán, ya lo había hecho dos veces. En su breve paso por la máxima categoría del fútbol argentino, cosechó 2 victorias y 16 derrotas, con 13 goles a favor y 75 en contra. A Puerto Comercial le tocó enfrentarse con los grandes del fútbol argentino, entre los que formaban su zona estaban: Boca Juniors, Rosario Central, Banfield (que al vencer por 13-1 al club whitense logra la máxima goleada en 1.ª división del profesionalismo argentino), All Boys, Estudiantes de La Plata, Desamparados de San Juan y Central Norte de Salta.
El Torneo Presidente Juan Domingo Perón estaba conformado por un total de 18 equipos divididos en dos zonas de 9 equipos cada una (Zona A y B). Los participantes de cada zona se enfrentaban todos entre sí y el equipo con fecha libre jugaba un partido “interzonal” con el equipo libre de la otra zona. Las fechas se desarrollaron de esta forma.:
1ª fecha: Jugado en Junín: Jorge Newbery (Junín): 0 Comercial (Ing. White): 1
2ª fecha: Jugado en Córdoba: Belgrano: 3  Comercial: 0
3ª fecha: Jugado en Bahía Blanca: Comercial: 0 Banfield: 4
4ª fecha: Jugado en Buenos Aires: All Boys: 4 Comercial: 1
5ª fecha: Jugado en Bahía Blanca: Comercial: 0 Rosario Central: 2
6ª fecha: Jugado en San Juan: Desamparados: 7 Comercial: 2
7ª fecha: Jugado en Bahía Blanca: Comercial: 0 Central Norte: 4
8ª fecha: Jugado en Buenos Aires: Boca Juniors: 9 Comercial: 0
9ª fecha: Jugado en Bahía Blanca: Comercial: 1 Estudiantes: 2
10ª fecha: Jugado en Bahía Blanca: Comercial: 0 Jorge Newbery: 1
11ª fecha: Jugado en Bahía Blanca: Comercial: 0 Belgrano: 3
12ª fecha: Jugado en Buenos Aires: Banfield: 13 Comercial: 1
13ª fecha: Jugado en Bahía Blanca: Comercial: 4 All Boys: 3
14ª fecha: Jugado en Rosario: Rosario Central: 7 Comercial: 0
15ª fecha: Jugado en Bahía Blanca: Comercial: 1 Desamparados: 4
16ª fecha: Jugado en Jujuy: Central Norte: 3 Comercial: 1
17ª fecha: Jugado en Bahía Blanca: Comercial: 2 Boca Juniors: 3
18ª fecha: Jugado en La Plata: Estudiantes: 3 Comercial 1

### Campeones 1989
El campeonato 1989 también merece repasar un poco su historia. Habían pasado 16 años del último campeonato de primera A. El objeto de la Comisión Directiva fue simple y eficaz: nada de figuritas foráneas que luego desangran la institución con sus costos monstruosos. Solo tres elementos nuevos se incorporaron al plantel: Redondo, Gemani, Martínez y llegó con ellos Quintana en canje por Marcelo Díaz. Los cuatro elementos se ajustaron a las necesidades del club y jugaron en las mismas condiciones que el resto de sus compañeros. El club vivió su crisis al igual que las otras entidades. Faltaban elementos
imprescindibles para el jugador como vendas, botines, zapatillas, buzos, etc. Aun así escasean las contribuciones de los asociados, y Comercial obtiene el campeonato en esa desafortunada situación.
El plantel campeón:Guillermo Héctor Redondo (arquero), Pablo Bernardi (arquero), Pablo Emiliano Cerruti (arquero), Héctor Horacio López (marcador lateral o volante), Eduardo Gómez (marcador central), Guillermo Wagner (marcador central), Adrián N. Rana (marcador lateral), Gastón Héctor Gabriel Salas (volante de marca), Pedro Oscar Suárez (volante central), Sergio Omar Santiñaque (volante ofensivo), Walter Loncaric (puntero derecho), Hugo Negrín (volante de marca), Sergio Germani (volante ofensivo), Osvaldo Martínez (centro delantero), Rubén Darío Brizzi (marcador lateral), César Atilio Soutullo (volante ofensivo), Miguel Hugo Quintana (marcador central), Adrián Acevedo (centro delantero), Pablo Andreani (volante de marca), Martín Ferrada (marcador central), Walter Arce (marcador o volante), Fernando Dieser (volante de marca), Néstor Luciani (director técnico), Horacio Juan Azzolini (ayudante de campo), Hermenegildo Copparoni (masajista), Francisco Nicolás Di Giorgio (utilero).
Como consecuencia de esto, Puerto Comercial obtuvo la posibilidad de jugar el Torneo del Interior 1989/1990, aunque no alcanzó a superar la instancia regional.

### Participación en Torneos del Interior
En 2002, Puerto Comercial obtuvo la posibilidad de participar en el Torneo Argentino B, acompañando a Rosario Puerto Belgrano como representantes de la Liga del Sur. El conjunto whitense quedó eliminado en la segunda instancia, y no volvió a participar de un torneo de magnitud regional hasta el año 2011, cuando el Consejo Federal del Fútbol Argentino le otorgó una plaza para disputar el Torneo del Interior.

## Escudo
El club utiliza los colores verde y amarillo desde su fundación en 1915. Oficialmente sus colores están relacionados con la tuna (verde) y su flor (amarilla), que solo florece en agosto, fecha de la fundación. El escudo los contiene bajo la forma de tres franjas verticales (una amarilla entre dos verdes). Un círculo en el centro posee las iniciales C. A. P. C. que representan el nombre de la institución.

## Uniforme
Tradicionalmente la camiseta posee barras anchas con los colores del club, y posee el acompañamiento de un pantalón verde o amarillo en algunos diseños. A fines de la temporada 2010 de la Liga del Sur, fue puesta en lanzamiento una nueva camiseta alternativa color rosa, que prontamente fue dejada para el uso exclusivo de su arquero, en tanto que los jugadores usarían una a cuadros verdes y amarillos, también diseñada recientemente.
- Uniforme titular: camiseta a rayas horizontales amarillas y verdes, pantalón verde (o amarillo en algunos casos), medias verdes.
- Uniforme alternativa:camiseta negra con rayas verdes y amarillas , pantalón negro, medias negras (o verdes).
- Tercer uniforme: camiseta verde con rallas amarillas, pantalón negro y medias verdes

## Presidentes[10]
• Miguel Troncoso (1916-1923,1925-1926 y 1931-1932)
• Constantino Tejerina (1926-1927)
• Juan Marés (1930)
• Dr.Esteban Achinelly (1933-1935 y 1941-1942)
• Ángel Castelli (1936 y 1937)
• Juan T. Hawkins (1938)
• Ramón Zabala (1939)
• José Luis Pérez (1940)
• Juan Berecoechea (1943-1947)
• Pablo Gabari (1948-1949)
• José Scognamiglio (1950-1953)
• Martín Gil (1953-1956)
• Juan Martinich (1956-1959)
• Carlos Podestá (1960-1964)
• Roberto Martellini (1964-1967)
• Domingo Vaira (1968-1971) 
• Francisco Colacce (1972-1973)
• Átila Missora (1973-1974,1979-1980 y 1983-1984)
• José Egidio Conte (1976-1977)
• Osvaldo Giorgetti (1977-1978)
• Néstor Scognamiglio (1981-1982) 
• Eladio Luciani (1984-1988)
• Edgardo Berrino (1988-1993)
• Luis Asprea (1993-199? y 1998-2002)
• Néstor Carlos Fidani (199?-1998)
• Fabián Dilernia (2002-2006)
• Víctor Palacio (2006-2010)
• Sergio Paladino (2010-2013)
• Claudio Bel (2013-2017)
• Hugo Andreanelli (2017-2021)
• Pablo Reynafe (2021-actualidad)

## Estadio

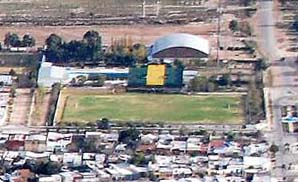
Vista aérea del estadio del Club Atlético Puerto Comercial en 2007.

Posee dos canchas, una oficial y otra auxiliar donde practican los chicos de las divisiones menores (cerca de 200 chicos). El estadio utilizado por el plantel de primera división no tiene nombre aún. La tribuna, realizada en la década de 1960, además de la popular cuenta con una platea para más de 100 asientos y un espacio bajo la platea (con calefacción) para los socios vitalicios. Bajo la popular se encuentra el gimnasio, lugar que cumple la función de cantina los domingos cuando se juega de local.
Hace medio siglo, dicha cancha se destacó por su superficie salitrosa y sus dos tribunas. La antigua tribuna de la hinchada local, de hierro y madera, fue construida por sus simpatizantes, y antes de ser reemplazada por la actual de cemento, en la década del sesenta, debió sufrir la muerte de dos hinchas del club, a causa de una estampida masiva, producto de los gases lacrimógenos arrojados por unos irresponsables agentes policiales, por el solo hecho de que la hinchada los silbaba. Poco tiempo después de este hecho, la vieja tribuna fue demolida, construyéndose en su lugar la actual tribuna oficial pintada con los colores verde y amarillo.

## Palmarés

### Torneos nacionales
- Torneo Regional (1): 1974.
- Torneo Provincia de Buenos Aires (1): 1943.

### Liga del Sur
- Primera A (14): 1920, 1924, 1926, 1927, 1928, 1931, 1935, 1936, 1937, 1941, 1943, 1958, 1973, 1989.
- Subcampeón de Primera A (5): 1922, 1929, 1930, 1964, 2001.
- Clasificatorio al Torneo Regional (1): 1973.

### Torneos no oficiales
- Aníbal Troncoso (1): 1965
- Caridad (2): 1920, 1921
- Competencia (1): 1918
- Enrique Madera (1): 1968
- Preparación (4): 1943, 1944, 1949, 1964